# Mission de soutien à la police dans les territoires palestiniens
La mission de soutien à la police dans les territoires palestiniens, abrégée EUPOL Copps, est une mission civile de l'Union européenne.

## Historique
Après un échange de lettre entre Ahmed Qoreï, Premier ministre palestinien, et Marc Otte, représentant spécial de l'UE sur le processus de paix, un bureau de coordination de l'UE en soutien à la police palestinienne est officiellement créée le 20 avril 2005.

## Chefs de la mission
Les chefs de mission ont été :
- le Britannique Colin Smith ;
- le Suédois Henrik Malmquist ;
- le Britannique Kenneth Deane ;
- le Français Rodolphe Mauget ;
- et, depuis le 1er octobre 2017, le Finlandais Kauko Aaltomaa[3].

## Mandat
À l'origine, en 2005, l'objectif principal consiste à soutenir « la réorganisation et de réforme de la police » palestinienne pour « accroître la sûreté et la sécurité de la population palestinienne » et « contribuer [au] renforcement de l’État de droit sur le plan intérieur ». Ce mandat sera étendu en 2008 à la justice pénale, à travers la réforme des structures de la police civile palestinienne, le soutien à la mise en place d’unités spécialisées, les formations et la fourniture d’équipements. Depuis juillet 2016, elle s’est davantage orientée vers le conseil stratégique et la mise en place du corpus législatif manquant.

## Sources

## Compléments